# Rasha Shurbaji
 (décembre 2019).
Rasha Sharbaji, également écrit Shurbaji ou Chorbaji, (en arabe : رشا شربجي) est une mère de famille syrienne arrêtée avec ses 3 enfants alors qu'elle était allée chercher un passeport. Son arrestation a probablement pour objectif de faire pression sur son mari, opposant recherché par le régime. Le mari de Rasha Sharbaji, Osama Abbar, décède en 2014 alors qu'il tente de migrer vers l'Europe .
En 2016, Samantha Power, ambassadeur des États-Unis auprès des Nations unies, nomme Rasha Sharbaji parmi les 20 femmes prisonnières politiques de la campagne Free the 20, demandant la libération de 20 femmes  injustement emprisonnées à travers le monde, pour leurs opinions politiques. Elle est libérée dans le cadre d'un échange de prisonniers le 8 février 2017.

## Biographie
Née en 1982, Rasha Sharbaji est originaire de Daraya, dans la banlieue de Damas.
Le 22 mai 2014, alors qu'elle se rend au centre de l'immigration et des passeports à Damas pour obtenir un passeport, elle est arrêtée avec ses 3 enfants, car son mari s'est opposé au gouvernement pendant la révolution, ,. 
Rasha Sharbaji est enceinte de jumeaux. Alors que les autorités cherchent à arrêter son mari, Osama Abbar, elle est emprisonnée. La police syrienne emmène Rasha Sharbaji à la division de la sécurité politique à Damas. Ses enfants lui sont pris et emmenés dans un orphelinat situé à Qudsaya. La famille n'est pas autorisée à voir les enfants.  
Rasha Sharbaji est ensuite emmenée à la prison des Services de renseignement de l'armée de l'air, à l'aéroport militaire al-Mezzeh de Damas. Une césarienne est pratiquée sur elle, donnant naissance à des jumelles, qui sont d'abord laissées avec elle puis lui seront retirées, malades, après quelques mois. 
Le mari de Rasha Sharbaji décède en octobre 2014, noyé dans la mer Méditerranée alors qu'il tente de migrer vers l'Europe.

## CampagneFree The 20
Rasha Sharbaji intègre finalement la liste de "cellule des négociations", prélude à un échange de prisonniers entre le régime et l'opposition.
En 2016, le Bureau des droits de l'homme et de la démocratie du département d'État des États-Unis  demande à Noor al-Khatib, du Réseau syrien pour les droits de l'homme, de lui présenter d'importants cas de détention. Le Réseau syrien pour les droits de l'homme propose les cas de mesdames Rasha Sharbaji, Rania Abbasi et Faten Rajab pour la campagne FreeThe20. Le département d'État choisit Sharbaji.
L'ambassadrice américaine à l'ONU Samantha Power intègre son nom parmi ceux des 20 prisonnières politiques à libérer dans le monde dans le cadre de la campagne Free the 20, lancée en 2016.

## Libération et témoignage
Le 8 février 2017, Rasha Sharbaji est libérée et retrouve ses 5 enfants, sortis de l'orphelinat.
Rasha Sharbaji, interviewée par différents journalistes, témoigne de ce qu'elle a vu en prison, y compris la torture (hommes électrocutés, femmes ébouillantées, enfants torturés dès 5 ans), ainsi que le décès d'un détenu, mort sous la torture devant elle. Elle affirme quant à elle n'avoir pas subi de violences physiques mais avoir été constamment sous torture psychologique, comme la menace de défenestrer ou tuer ses enfants, son « point faible »,.